# Mistrzostwa Świata w Piłce Nożnej 1962 (eliminacje strefy CAF)
W eliminacjach do Mistrzostw Świata w Piłce Nożnej 1962 w strefie CAF wzięły udział 4 drużyny podzielone na 2 dwumecze. Zwycięzcy dwumeczów rozgrywali między sobą finał, którego zwycięzca rozgrywał baraż ze zwycięzca grupy 9 eliminacji strefy UEFA

## Przebieg eliminacji

### Grupa 1
| Poz | Zespół                        | Pkt        | M          | W          | R          | P          | Br+        | Br-        | +/-        |
| --- | ----------------------------- | ---------- | ---------- | ---------- | ---------- | ---------- | ---------- | ---------- | ---------- |
| –   | Sudan                         | rezygnacja | rezygnacja | rezygnacja | rezygnacja | rezygnacja | rezygnacja | rezygnacja | rezygnacja |
| –   | Zjednoczona Republika Arabska | rezygnacja | rezygnacja | rezygnacja | rezygnacja | rezygnacja | rezygnacja | rezygnacja | rezygnacja |

Zarówno Egipt, jak i Sudan wycofał się z rozgrywek.

### Grupa 2
| Poz | Zespół  | Pkt | M | W | R | P | Br+ | Br- | +/- |
| --- | ------- | --- | - | - | - | - | --- | --- | --- |
| 1=  | Maroko  | 2   | 2 | 1 | 0 | 1 | 3   | 3   | 0   |
| 1=  | Tunezja | 2   | 2 | 1 | 0 | 1 | 3   | 3   | 0   |

| 1 30 października 1960 | Maroko · Mohamed Khalfi 33' · Abdallah Azhar 60' (k) | 2:11:1raport | Tunezja · 43' Mohamed Meddeb | Stade d'Honneur, Casablanca Widzów: 1 236 Sędzia: Enrique Blanco Perez |
|                        |                                                      |              |                              |                                                                        |

| 2 13 listopada 1960 | Tunezja · Abdelmajid Chetali 47' · Abdelmajid Tlengani 60' | 2:10:0raport | Maroko · 64' Ahmed Ben Larbi | El Menzah, Tunis Sędzia: Erich Steiner |
|                     |                                                            |              |                              |                                        |

#### Mecz dodatkowy
| 3 22 lutego 1961 | Tunezja · Kerrit Brahim 89' | 1:10:1raport | Maroko · 35' Abdallah Azhar | Communale, Palermo Widzów: 8 000 Sędzia: Concetto Lo Bello |
|                  |                             |              |                             |                                                            |

Maroko awansowało dzięki losowaniu.

### Grupa 3
| Poz | Zespół  | Pkt | M | W | R | P | Br+ | Br- | +/- |
| --- | ------- | --- | - | - | - | - | --- | --- | --- |
| 1   | Ghana   | 3   | 2 | 1 | 1 | 0 | 6   | 3   | +3  |
| 2   | Nigeria | 1   | 2 | 0 | 1 | 1 | 3   | 6   | -3  |

| 1 28 sierpnia 1960 | Ghana · Edward Acquah 18' · Edward Boateng 44' · Aggrey Fynn 54' · Mohammadu Salisu 55' | 4:12:0raport | Nigeria · 50' Dejo Fayemi | Accra Sports Stadium, Akra Widzów: 40 000 Sędzia: Arthur Holland |
|                    |                                                                                         |              |                           |                                                                  |

| 2 10 września 1960 | Nigeria · Godwin Enamako 28' · Dejo Fayemi 75' (k) | 2:21:1raport | Ghana · 14', 83' Edward Acquah | George V Stadium, Lagos Widzów: 12 179 Sędzia: Kurt Tschenscher |
|                    |                                                    |              |                                |                                                                 |

### Finał
| Poz | Zespół | Pkt | M | W | R | P | Br+ | Br- | +/- |
| --- | ------ | --- | - | - | - | - | --- | --- | --- |
| 1   | Maroko | 3   | 2 | 1 | 1 | 0 | 1   | 0   | +1  |
| 2   | Ghana  | 1   | 2 | 0 | 1 | 1 | 0   | 1   | -1  |

| 1 2 kwietnia 1961 | Ghana | 0:0raport | Maroko | Accra Sports Stadium, Akra Sędzia: Helmy Hussein |
|                   |       |           |        |                                                  |

| 2 28 maja 1961 | Maroko · Mohamed Khalfi 37' | 1:0raport | Ghana | Stade Marcel Cerdan, Casablanca Widzów: 12 000 Sędzia: Enrique Blanco Perez |
|                |                             |           |       |                                                                             |